# Pericoma complexa
Pericoma complexa är en tvåvingeart som beskrevs av Quate 1955. Pericoma complexa ingår i släktet Pericoma och familjen fjärilsmyggor.
Artens utbredningsområde är Idaho. Inga underarter finns listade i Catalogue of Life.